# Golden Globe Race

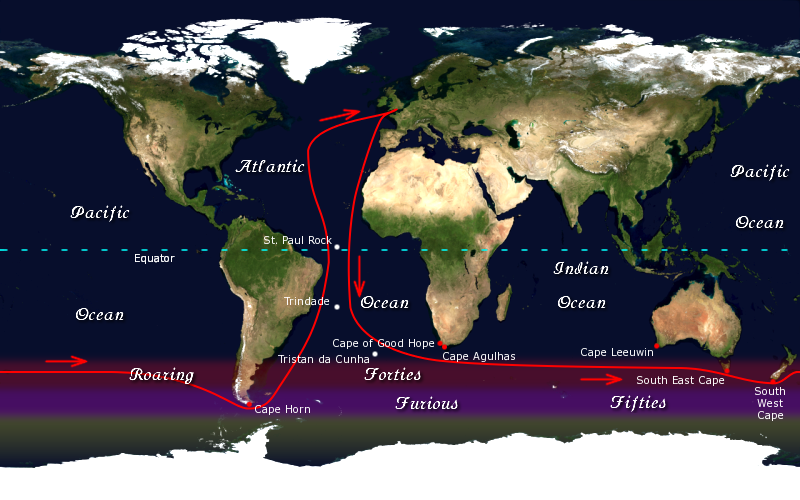
Ruta de la Golden Globe Race.

La Golden Globe Race es una regata de vela alrededor del mundo sin escalas para navegantes solitarios.

## Historia
Su primera edición se disputó en 1968 patrocinada por The Sunday Times y participaron nueve regatistas: Donald Crowhurst, Robin Knox-Johnston, Nigel Tetley, Bernard Moitessier, Chay Blyth, John Ridgway, Bill King, Alex Carozzo y Loïck Fougeron. Los participantes estaban obligados a zarpar cualquier día entre el 1 de junio y 31 de octubre de 1968, y el primero en dar la vuelta al mundo sin entrar en ningún puerto se llevaba el trofeo; además, había  un premio de £ 5,000 en efectivo para el más rápido, una suma considerable para la época. Cada participante salió desde el puerto que consideró oportuno, siendo los puertos elegidos Inishmore (John Ridgway), Hamble (Chay Blyth), Falmouth (Robin Knox-Johnston), Cowes (Alex Carozzo), Teignmouth (Donald Crowhurst) y Plymouth (Nigel Tetley, Bernard Moitessier, Bill King y Loïck Fougeron). Robin Knox-Johnston fue el vencedor y el único que terminó la regata.
En 2018 se disputó la segunda edición, con salida el 1 de julio, desde Les Sables-d'Olonne. Participaron 18 solitarios y ganó Jean-Luc Van Den Heede. Previamente se disputó la SITraN Prologue entre Falmouth y Les Sables-d'Olonne, y el 16 de junio se abrió la GGR Race Village en Les Sables-d'Olonne.
En 2022 se celebró la tercera edición, con salida nuevamente en Les Sables-d'Olonne el 4 de septiembre. Previamente, los participantes participaron en la SITraN Prologue entre Gijón y Les Sables-d'Olonne el 14 de agosto, y el 20 de agosto comenzó la GGR Race Village en Les Sables-d'Olonne.